# Великан
Велика́н — мифоэпический персонаж, существо человеческой внешности, но имеющее гигантский размер и большую силу. Фигурирует в мифах, легендах и сказках разных народов, а также в религиозной и художественной литературе.
В мифологии великаны составляют группу антропоморфных существ гигантского размера, относящихся к мифическому времени творения. В более поздних преданиях образ гигантских человекоподобных существ претерпевает некоторые изменения — черты первосуществ утрачиваются, и великаны, такие как древнегреческие циклопы, выполняют лишь роль чудовищ, которых необходимо победить героям. Хотя иногда некоторые великаны, например титаны в древнегреческой мифологии, являются предками богов, в определённый момент они же вступают со своими прародителями в смертельную схватку. После победы божества устанавливают собственный пантеон.
В античной мифологии великанам приписывается создание кузнечного ремесла, устройство высоких стен вокруг города из огромных камней без применения цемента — так называемые «циклопические постройки». Нередко в мифах и  легендах встречается мотив столкновения великана с человеком нормального роста и сил, причём победа остаётся на стороне последнего (в Библии — Голиаф и Давид, у Гомера — Полифем и Одиссей и т. д.).
Во многих, особенно ранних фольклорных произведениях все великаны злобны и глупы, их нередко наделяют чертами огров, в частности — склонностью к людоедству. Великаны с подобным описанием фигурируют, к примеру в сказках «Джек и бобовый стебель» и «Джек — покоритель великанов». С другой стороны, общество великанов во второй части «Путешествий Гулливера» (1726) Джонатана Свифта описывается как вполне цивилизованное, а великан в книге Роальда Даля «Большой и добрый великан» (1982) заводит дружбу с ребёнком.
До развития науки за останки великанов часто принимали кости ископаемых животных.

## В Библии
В ветхозаветных преданиях рефаимы — древнейшие обитатели Ханаана, люди исполинского роста и огромной физической силы. В христианских апокрифах описываются как дети земных женщин и падших ангелов. Были покорены родственными евреям народами, такими как аммонитяне, а ко времени исхода из Египта их практически не осталось. Одним из рефаимов был легендарный Голиаф, сражённый молодым Давидом. Другим примером является царь амореев Ог, называемый в Библии последним из живых на момент повествования рефаимов (Втор. 3:11). Ог вместе со своей армией был сражён евреями под предводительством Моисея. По разным интерпретациям библейских текстов рост Ога оценивался в четыре метра и более — из-за неоднозначности использования термина локоть. Со временем исчезнувшие рефаимы стали ассоциироваться с подземными обитателями Шеола, в их «подземных судорогах» видели причину землетрясений.

## В мифологии и фольклоре
Различные вариации образа великанов фигурируют в фольклоре культур по всему миру, поскольку они представляют собой относительно простую концепцию. Существа, которые выглядят подобно людям, но имеющие чудовищные размеры, великаны вызывают ужас и напоминают людям о хрупкости их собственных тел. Великанов часто изображают в качестве злобных монстров и антагонистов, но бывают и исключения — в некоторых сказках великаны дружелюбны к людям.

### Античная мифология
Одни из наиболее известных мифических великанов, гиганты из древнегреческой мифологии описывались как огромные человекоподобные существа недюжинной силы, настолько же агрессивные. Известны прежде всего как участники эпической битвы с олимпийскими богами — Гигантомахии. Наряду с другими чудовищными великанами — циклопами и причудливыми гекатонхейрами — гиганты были потомками Урана и Геи, они появились на свет из крови оскоплённого Кроносом Урана.
Некоторые изображения показывают гигантов как гоплитов, имеющих полностью человеческую форму тела, а также соответствующие доспехи и оружие. По другим источникам имеют змеев (драконов) вместо ног. Наряду с другими, мифологически более древними великанами, титанами, гиганты олицетворяют хтонические силы природы. В отличие от изгнанных в Тартар титанов, упоминалось, что гиганты были смертны. Всего в различных источниках насчитывалось до 150 имён гигантов, все они были повержены олимпийскими богами, знаменитый греческий герой Геракл помогал богам в их борьбе с гигантами.

### Германо-скандинавская мифология
Великаны скандинавской мифологии, ётуны или турсы, часто противопоставляются богам — асам и ванам, хотя в конечном счёте они оказываются побеждены богами под предводительством Одина. Согласно мифологическим преданиям, ётуны жили задолго до появления прочих существ и людей, и населяли такие земли как Йотунхейм. Нередко упоминаются в древнескандинавских текстах, также фигурируют в древнеанглийской поэме «Беовульф». Использование термина эволюционирует таким образом, что образ ётунов становится всё менее впечатляющими и более негативными по мере того, как христианство распространяется в Скандинавии. В более позднем фольклоре некоторые черты ётунов, такие как превращение в камень при дневном свете и обитание вдали от населённых пунктов приписывается уже троллям.

### Славянская мифология
Великан в славянской народной культуре, в том числе в славянской мифологии и фольклоре — мифоэпический персонаж, антропоморфное существо, отличающееся от человека большим ростом и силой. Часто связан с рельефом определённой местности. Славянские предания о великанах имеют связь со сменой мифологического времени на историческое. Великаны могут рассматриваться как первые люди, первопредки, участвовавшие в устройстве мироздания. Общеславянским сюжетом является гибель великанов, в том числе истребление их Богом или превращение в обычных людей за гордыню и вредоносность. Имеются славянские предания о великанах, которые являются аборигенами края или воинственными иноземцами. В славянских народных легендах могут отождествляться с «чужими» народами и воинственными противниками, такими как татары, турки, шведы.
В русском былинном эпосе, в сюжетах, в которых богатырь не представлен как великан или изображён в качестве великана рядом с человеком и обычного человека рядом с великаном, как в «Илья и идолище», в гибели богатырей воспроизведён мифологический сюжет гибели великанов. Аналогично нарты встречались с великаном, который превосходил их размерами. Русский эпос содержит также мотив великана-предка, которым выступает Святогор, обладающий некоторыми общими признаками с Ильёй Муромцем.
Наиболее известным великаном в русских сказках является Святогор. Во многих русских сюжетах великанов заменила нечистая сила или дьявол. Великанов, выступавших аналогами природных сил в европейском фольклоре, в русском фольклоре заменили такие персонажи как, например, Тугарин Змеевич или Жидовин.

## В современной культуре
В 1940-е годы немецкий антрополог Франц Вейденрейх после изучения находок из Китая и с острова Явы выдвинул гипотезу о происхождении человека от гигантских приматов. По мнению Вейденрейха, гигантопитек (гигантантроп) эволюционировал в мегантропа, а от мегантропа произошли питекантропы и более поздние гоминиды. Гипотеза была отвергнута другими антропологами. Советский антрополог В. В. Бунак (1959) писал:

Вопреки мнению Ф. Вейденрейха, следует признать, что в эволюции гоминид размеры тела скорее увеличивались, чем уменьшались. Гипотеза Ф. Вейденрейха столь же неприемлема, как и противоположная ей гипотеза И. Кольмана о карликовом типе ближайших предков современных гоминид.
В эзотерике, включая учение Елены Блаватской, и у ряда современных авторов эзотерической литературы, например, Эрнста Мулдашева, присутствует идея древней расы великанов, обладавших тайными знаниями. Идея популярна в различных псевдонаучных произведениях и в массовой культуре, в том числе отражена в телепередачах (например, псевдонаучный фильм «По следам тайны — города великанов», показанный на российском телеканале «Культура», автор и режиссер Армен Петросян). В качестве доказательств приводятся фотографии скелетов огромных размеров и идеальной сохранности на фоне обычных людей; свидетельства «очевидцев», якобы находивших огромные кости, которые позже были каким-либо образом утеряны; мегалитические постройки (Стоунхендж и др.; утверждается, что обычные люди, имеющие только примитивные технологии не могли их соорудить); летописи, дневники средневековых путешественников; истории о найденных в XX веке останках гигантопитеков и мегантропов и др. Утверждается, что гигантские скелеты присвоили и скрыли «официальные учёные». Фотографии гигантских скелетов представляют собой результат фотомонтажа (в ряде случаев известен их автор). Ничем не подтверждённые рассказы «очевидцев» как прошлого, так и настоящего, не могут считаться доказательствами. Описаны и в ряде случаев экспериментально проверены технологии, использованные при создании мегалитических сооружений древности.